# Stipa charruana
Stipa charruana är en gräsart som beskrevs av José Arechavaleta. Stipa charruana ingår i släktet fjädergrässläktet, och familjen gräs. Inga underarter finns listade i Catalogue of Life.